# 捷捷列夫卡
50°14′17″N 28°34′25″E / 50.23806°N 28.57361°E

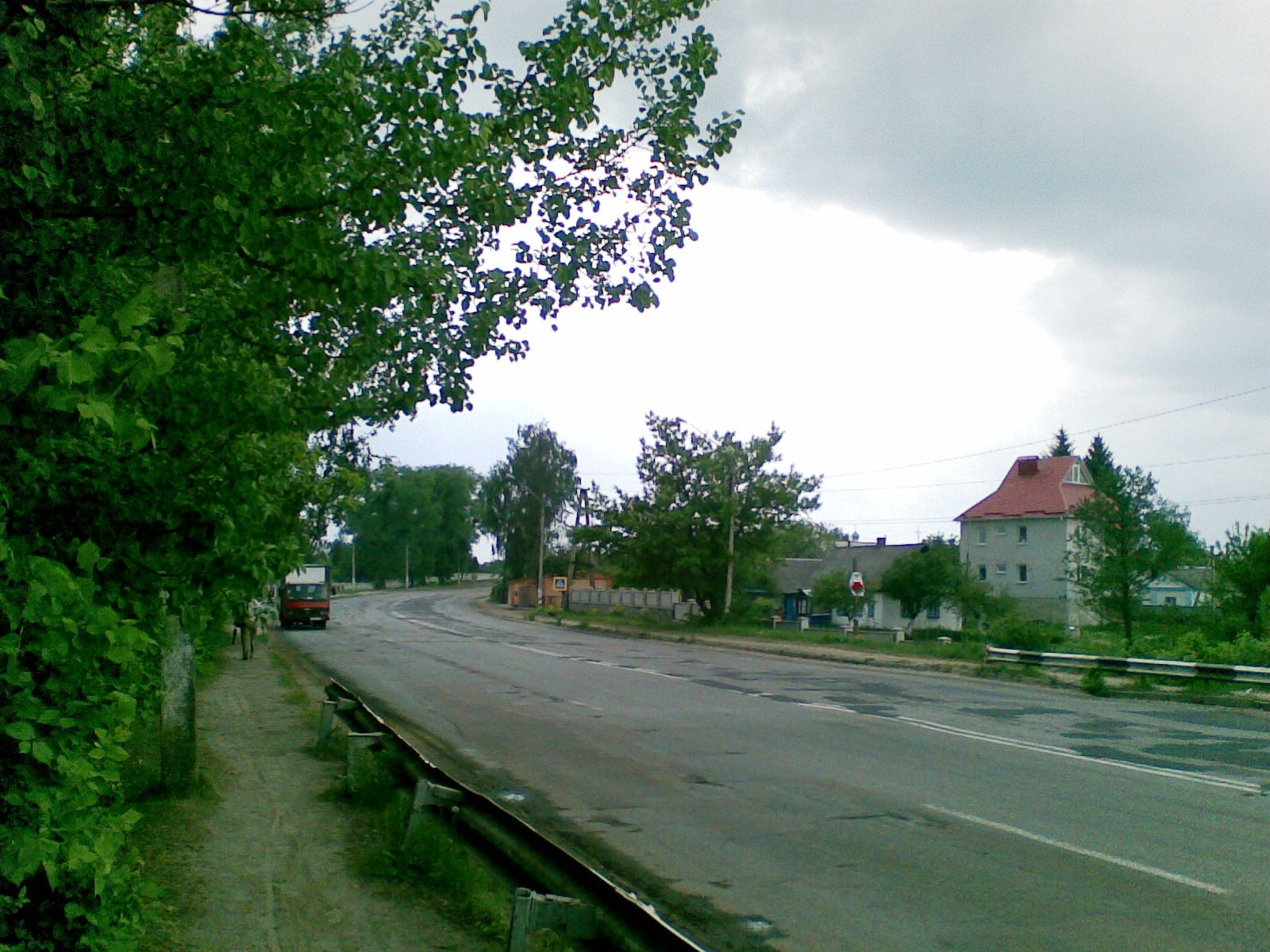
风景

泰泰里夫卡（羅馬化：Teterivka），又按俄语名譯為捷捷列夫卡，是烏克蘭日托米爾州日托米爾區捷捷列夫卡市镇内的村庄及行政中心。始建於1788年，面積3.34平方公里，海拔高度205米，2001年人口2,498人。

## 地理
捷捷列夫卡位於捷捷列夫河左岸，在日托米爾上游方向約6公里。上游約13公里左岸為代尼希，右岸為泰雷什琴科宮遺跡。
捷捷列夫卡距離别尔季切夫約37公里，距離兹维亚赫尔約78公里，距離科羅斯堅約80公里，距離首都基輔約132公里。

## 備註
1. ↑  俄语：